# 译书汇编社
译书汇编社是清朝末期中国留学日本学生在日本创办的一个专门翻译日本著作的译书团体，于1900年在东京成立。该社由第一个中国留日学生团体励志会的主要成员组织。该社成立后，开始大批翻译日本图书。该社还编有《译书汇编》月刊。

## 成员
该社的社长为戢翼翚。
该社社刊《译书汇编》第二年第三期刊登的社告中，列出该社主要成员共14人：

- 戢翼翚：东京专门学校毕业生
- 王植善：上海育材学堂总理
- 陆世芬：东京高等商业学校学生
- 雷奋：东京高等商业学校学生
- 杨荫杭：东京高等商业学校学生
- 杨廷栋：东京高等商业学校学生
- 周祖培：东京高等商业学校学生
- 金邦平：东京高等商业学校学生
- 富士英：东京高等商业学校学生
- 章宗祥：帝国大学法科学生
- 汪荣宝：庆应义塾学生
- 曹汝霖：中央大学学生
- 錢承鋕：帝国大学法科学生
- 吴振麟：帝国大学法科学生

## 《译书汇编》
《译书汇编》是中国留日学生创办的较早的带有革命倾向的刊物，1900年12月在东京创刊。该刊“专以编译欧美法政名著为宗旨”。该刊发表了孟德斯鸠《万法公理》、斯宾塞《政治哲学》、卢梭《民约论》等。1903年，该刊改为《政法学报》，1904年停刊。